# Lhamo

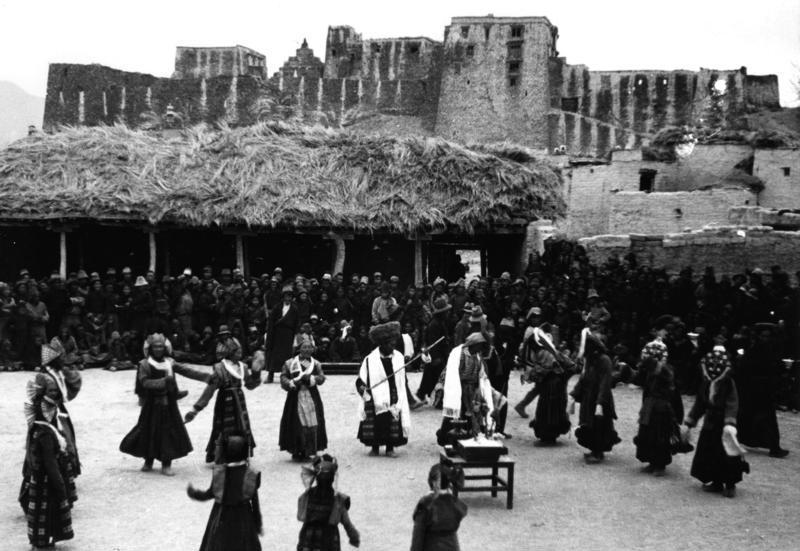
Ache Lhamo voor de Gongkar-dzong, 1939

Lhamo, ook wel ache lhamo (zustergodin), is een traditionele Tibetaanse operastijl met een combinatie van dans, chant en dansmuziek zoals toeshey en nangma. Nangma is tegenwoordig nog steeds populair in karaokebars in Lhasa. Het repertoire komt voort uit boeddhistische verhalen en de geschiedenis van Tibet.
De Tibetaanse opera werd in de 14e eeuw bedacht door Thangtong Gyalpo, een lama en bruggenbouwer. Gyalpo rekruteerde zeven meisjes en organiseerde het eerste optreden om fondsen te werven om bruggen te bouwen die moesten zorgen voor betere verbindingen in het Tibet. De traditie zette zich voort en lhamo wordt nog steeds gehouden op feestelijke gebeurtenissen zoals het Linka en Shoton festival. Een bekende lhamo-groep die wereldwijd optreedt is Chaksam-pa uit San Francisco.
Buiten de Tibetaanse Autonome Regio worden de podiumkunsten vooral bevorderd door het Tibetaans Instituut voor Podiumkunsten die gespecialiseerd is in de lhamo. Het instituut werd in verbanning opgericht door dalai lama Tenzin Gyatso, in McLeod Ganj, nabij Dharamsala, India in augustus 1959. Het instituut is gericht is op de bevordering en instandhouding van Tibetaanse podiumkunsten en Tibets artistieke nalatenschap. Binnen de Tibetaanse Autonome Regio wordt lhamo vooral gestimuleerd door diverse lhamoverenigingen van de Chinese staat. Lhamo is vaak te zien op de Tibetaanse televisie Xizang TV en CCTV-3.